# Немогай Олександр Сергійович
Олександр Сергійович Немогай (позивний — Алекс; 9 серпня 1956, Свободний, Амурська область, СРСР — 8 вересня 2016, Донецьк, Україна) — український колабораціоніст із Росією, воєначальник терористичної організації ДНР.

## Біографія
Народився у сім'ї геологів. У шкільному віці переїхав на Донбас. Після закінчення школи №2 у м. Макіївці, проходив строкову службу у лавах радянської армії у Монголії.
1978 року закінчив Донецький політехнічний інститут.
Жив у місті Макіївка, у Донецьку очолював фірму "Альтаїр".
У 2014 році з початком війни на сході України почав воювати на боці російсько-терористичних бандформувань під позивним «Алекс».
15 жовтня 2014 року призначений командиром окремої артилерійської бригади особливого призначення «Кальміус». Брав участь у боях за Шахтарськ та Дебальцеве.
За інформацією ГУР, 9 серпня 2016 року був сильно поранений в районі Авдіївки внаслідок вибуху боєприпасів поблизу пункту управління бригади.
Помер 8 вересня 2016 року за загадкових обставин у Донецьку. За офіційною версією окупаційної влади, Немогай помер від крововиливу в мозок. Проте, кореспондентами в соціальних мережах озвучуються інші причини смерті ватажка бойовиків. Наприклад, за однією з версій, Немогай зазнав тяжких поранень внаслідок вибуху, який влаштували росіяни. Хтось вважає, що його отруїли нервово-паралітичною речовиною.

## Нагороди
- Звання «Герой Донецької Народної Республіки» (25 лютого 2016)
- Інші нагороди «ДНР»